# Régiment Royal-Lorraine cavalerie
Das Régiment Royal-Lorraine cavalerie (zuletzt als 15e régiment de cavalerie) war ein Regiment der schweren Kavallerie, aufgestellt im Königreich Frankreich während des Ancien Régime. Es stand noch während der Ersten Republik und des Französischen Konsulats im Dienst.

## Aufstellung und signifikante Änderungen
- 9. August 1671: Aufstellung des Régiment de Grignan cavalerie
- 13. Oktober 1703: Umbenennung in Régiment de Flèche cavalerie
- 1717: Umbenennung in Régiment de Luynes cavalerie
- 6. Juli 1732: Umbenennung in Régiment de Chevreuse cavalerie
- 9. Juni 1736: Umbenennung in Régiment d’Ancenis cavalerie
- 28. Oktober 1739: Umbenennung in Régiment de Brancas cavalerie
- 1. Februar 1749: Umbenennung in Régiment des Salles cavalerie
- 1. Dezember 1761: Verstärkt durch die Eingliederung des aufgelösten Régiment de Toustain cavalerie und umbenannt in Régiment Royal-Lorraine cavalerie[1]
- 1. Januar 1791: Umbenennung in 16e régiment de cavalerie
- 1792: Umbenennung in 15e régiment de cavalerie[2]
- 24. September 1803: Umwandlung in das 24e régiment de dragons

## Mestres de camp-lieutenants und Colonels
(Da ab dem 1. Dezember 1781 der Regimentsinhaber – also der „Mestre de camp“ der König selbst war, wurde es von da an von einem Stellvertreter kommandiert, dem „Mestre de camp-lieutenant“. Während der Revolution wurde dieser Rang durch den „Colonel“  und von 1793 bis 1803 durch den Chef de brigade ersetzt)
- 9. August 1671: Mestre de camp Joseph d’Adhémar de Monteils de Castellane, chevalier de Grignan
- November 1689: Mestre de camp Louis Provence d’Adhémar de Monteils de Castellane, marquis de Grignan
- 13. Oktober 1703: Mestre de camp marquis de Flèche
- 1717: Mestre de camp Charles Philippe d’Albert, duc de Luynes
- 6. Juli 1732: Mestre de camp Marie Charles Louis d’Albert, duc de Chevreuse (Sohn des vorigen)
- 9. Juni 1736: Mestre de camp de Béthune-Charost, duc d’Ancenis
- 28. Oktober 1739: Mestre de camp Louis Paul, marquis de Branca
- 1. Februar 1749: Mestre de camp Louis Antoine Gustave, comte des Salles
- 1. Dezember 1762: Mestre de camp-lieutenant Rémi Charles de Viray, marquis de Toustain
- 3. Januar 1770: Mestre de camp-lieutenant Antoine Henri, comte d’Andlau
- 14. März 1783: Mestre de camp-lieutenant Pierre Georges Félicien Boffin, comte de Pusignieu
- 16. November 1788: Mestre de camp-lieutenant Armand, vicomte de Rouault
- 15. September 1791: Colonel Boniface Louis André de Castellane
- 21. Oktober 1791: Colonel Jean-Baptiste de Thumery
- 27. Mai 1792: Colonel Pierre Nicolas Joseph du Bourguet de Laroque-Travanet
- 4. Januar 1793: Chef de brigade Hilaire Le Blanc
- 16. Dezember 1793: Chef de brigade Étienne François Barthod
- 26. November 1797: Chef de brigade Jean Lhuillier
- 2. Februar 1800: Chef de brigade Claude Trouble

## Ausstattung

### Standarten

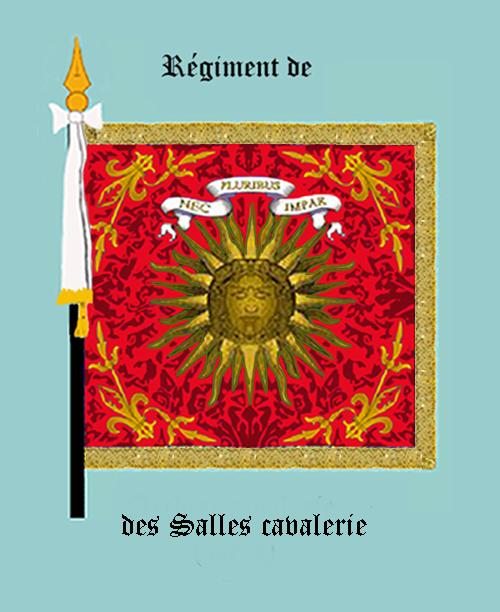
Standarte des Régiment des Salles cavalerie und aller anderen von 1738 bis 1761
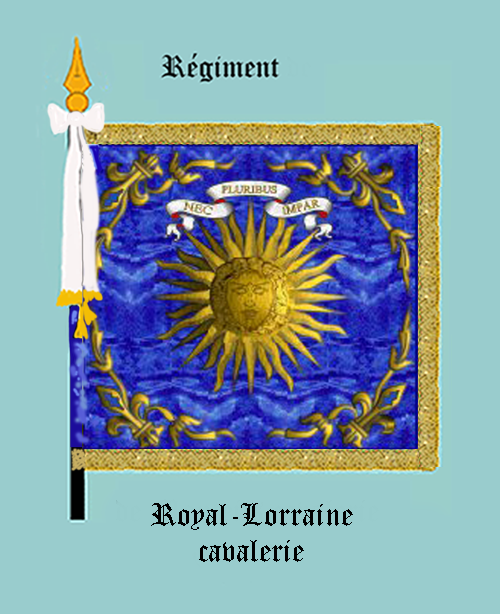
Standarte ab 1761 bis 1791 (Vorderseite)
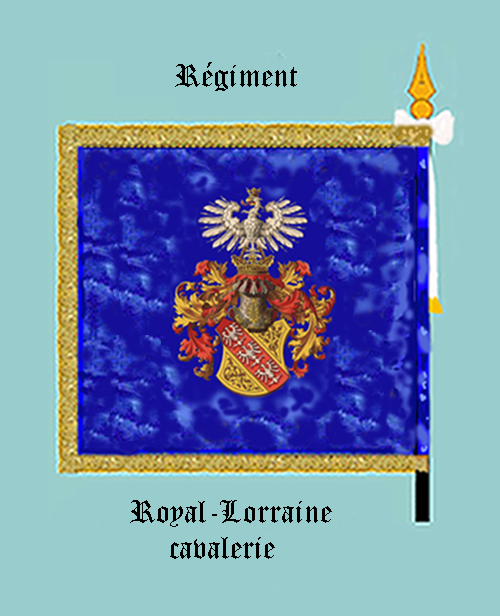
Rückseite der Standarte Royal-Lorraine

1738 waren die Standarten von carmoisinroter Farbe. In diesem Jahr wurden die bisherigen Stickereien, eine platzende Bombe oder Granate mit dem darüberliegenden Devisenband in italienischer Sprache „Che peri, pur che m’innalza“ durch die königliche Sonne und die Devise „Nec pluribus impar“ ersetzt. Das Regiment war das einzige in der gesamten Armee, dessen Standarten zusammengerollt in weißen Futterals (bourses blanches) verwahrt wurden. Nach der Umbenennung in „Royal-Lorraine“ 1761 bekam es wie alle Regimenter mit dem Attribut „Royal“ eine blaue Standarte. Diese zeigte auf der Vorderseite die allgemein verwendete Ansicht, auf der Rückseite hingegen das große Wappen des Herzogtums Lothringen. Die Verwendung des weißen Futterals wurde weiterhin gestattet.
Erst unter Louis XV. wurde dem Regiment ein Kesselpauker zugeteilt.

### Uniformierung

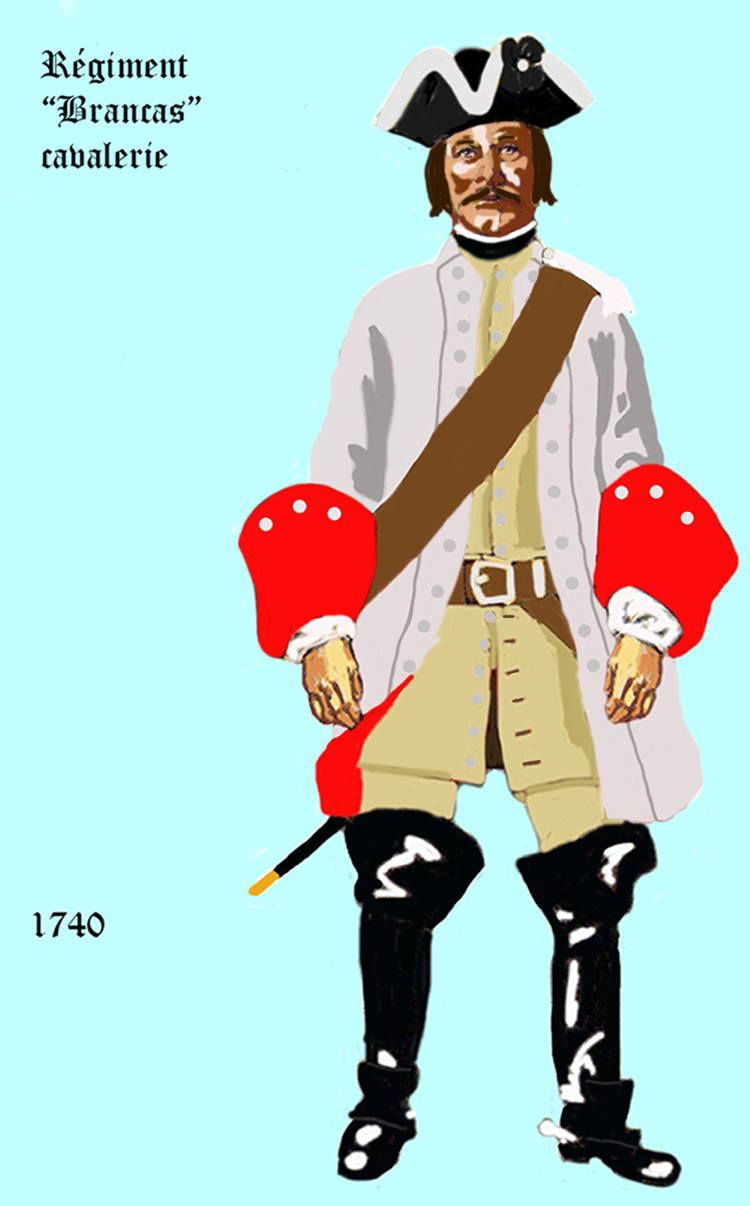
1740 bis 1757
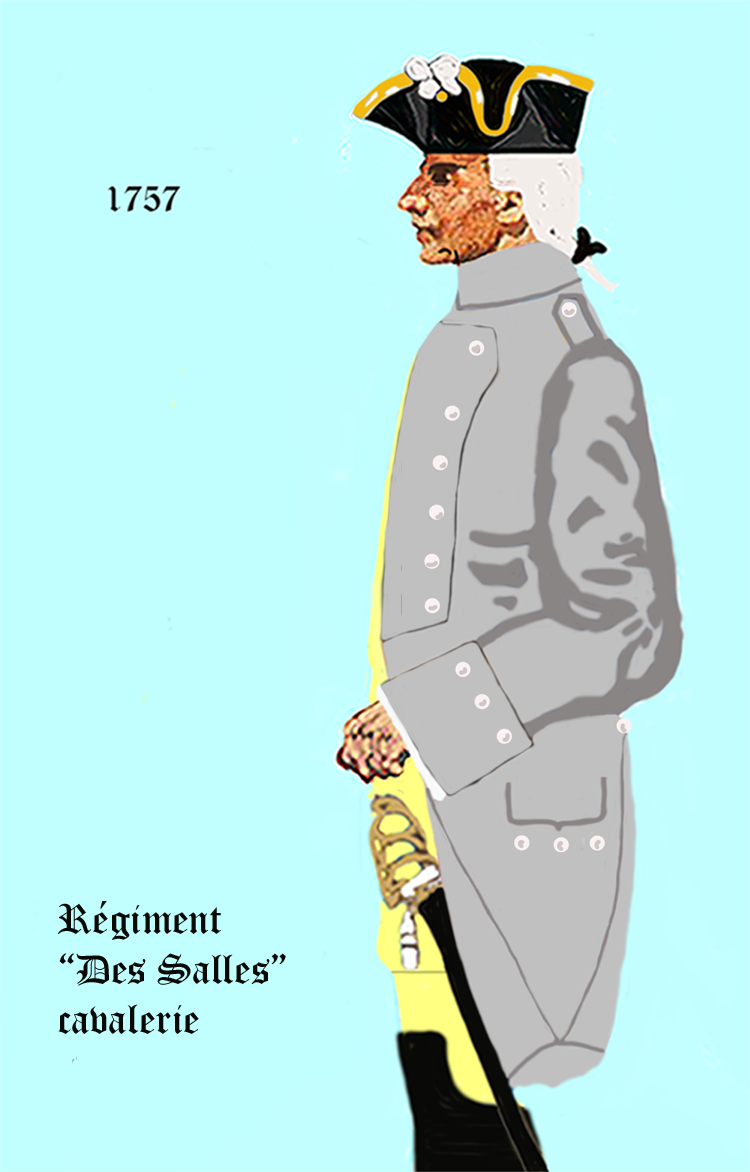
Régiment des Salles cavalerie 1757 bis 1762
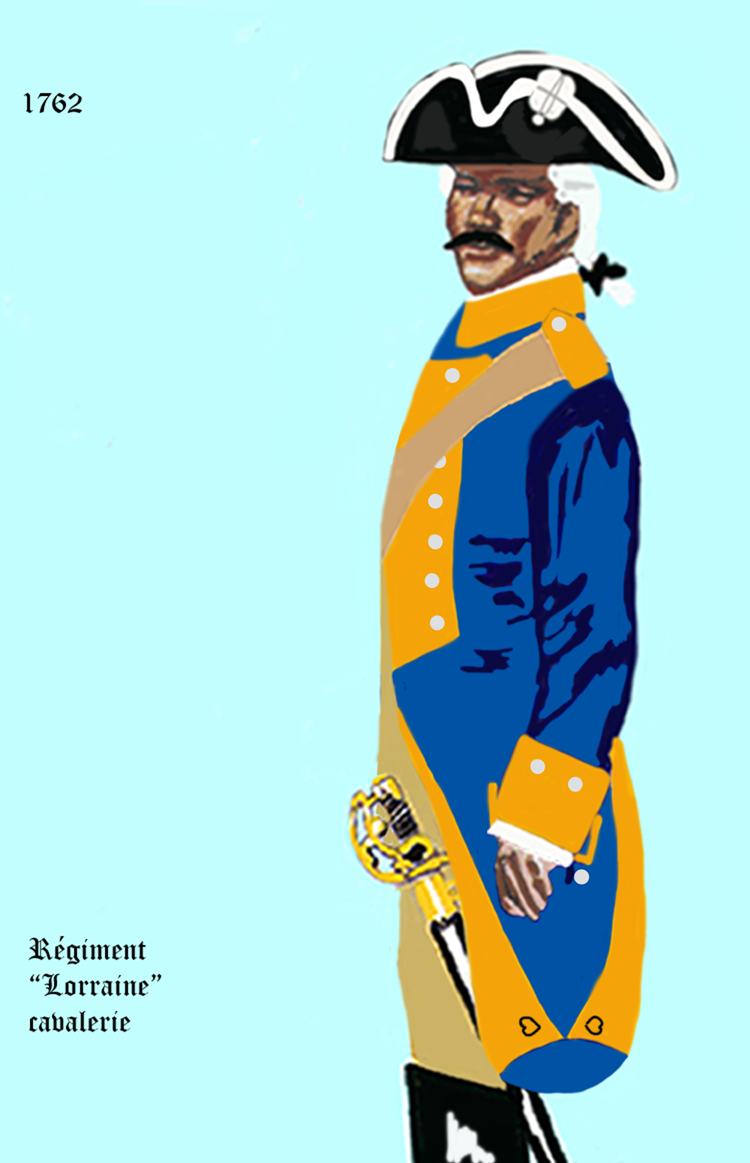
Régiment Royal-Lorraine cavalerie 1762 bis 1767
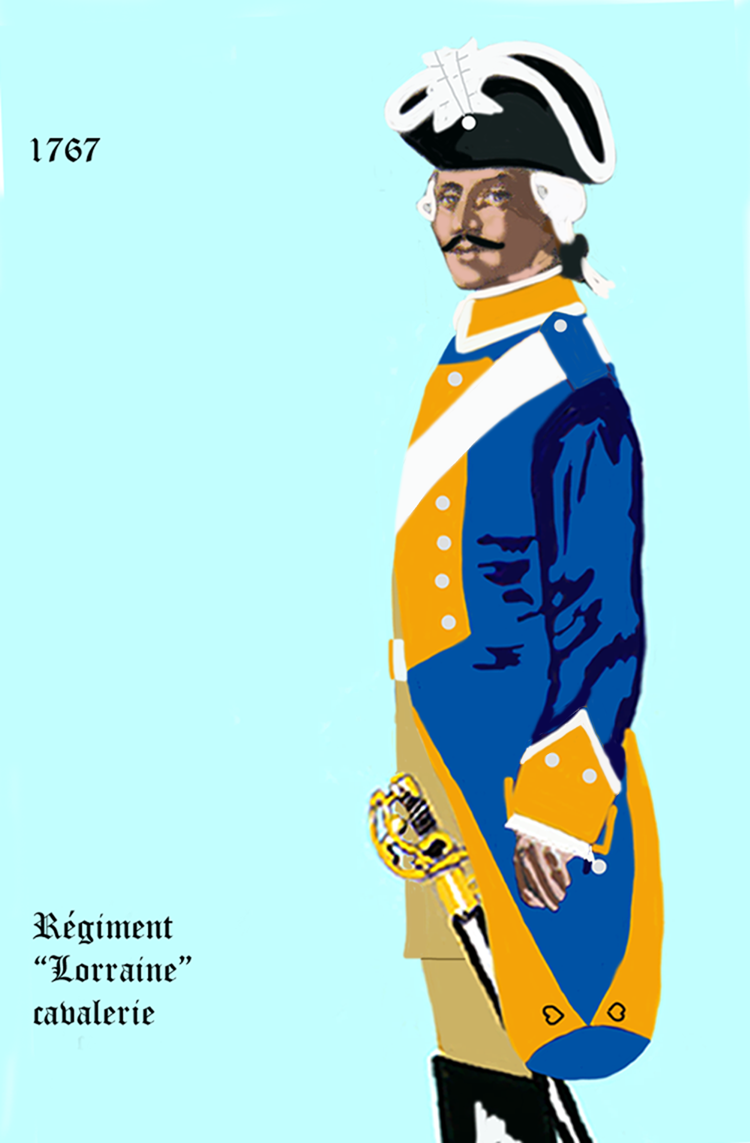
Régiment Royal-Lorraine cavalerie 1767 bis 1776
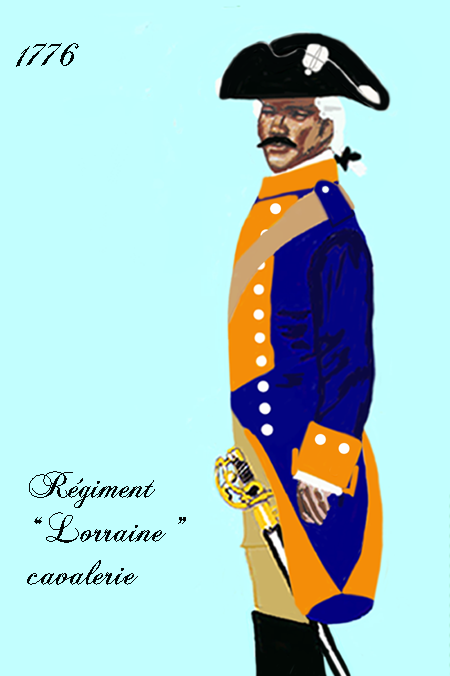
Régiment Royal-Lorraine cavalerie 1776 bis 1779
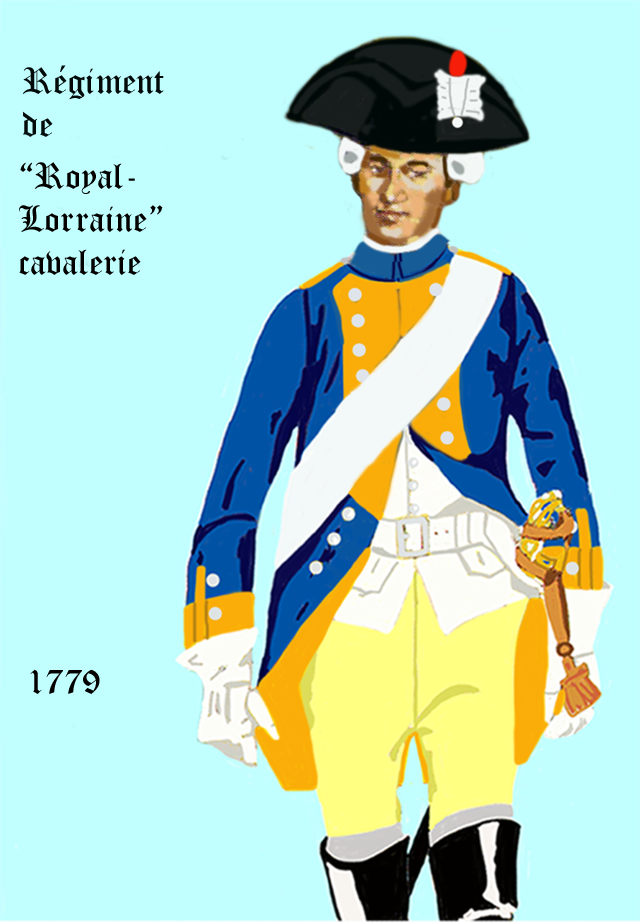
Régiment Royal-Lorraine cavalerie 1779 bis 1786
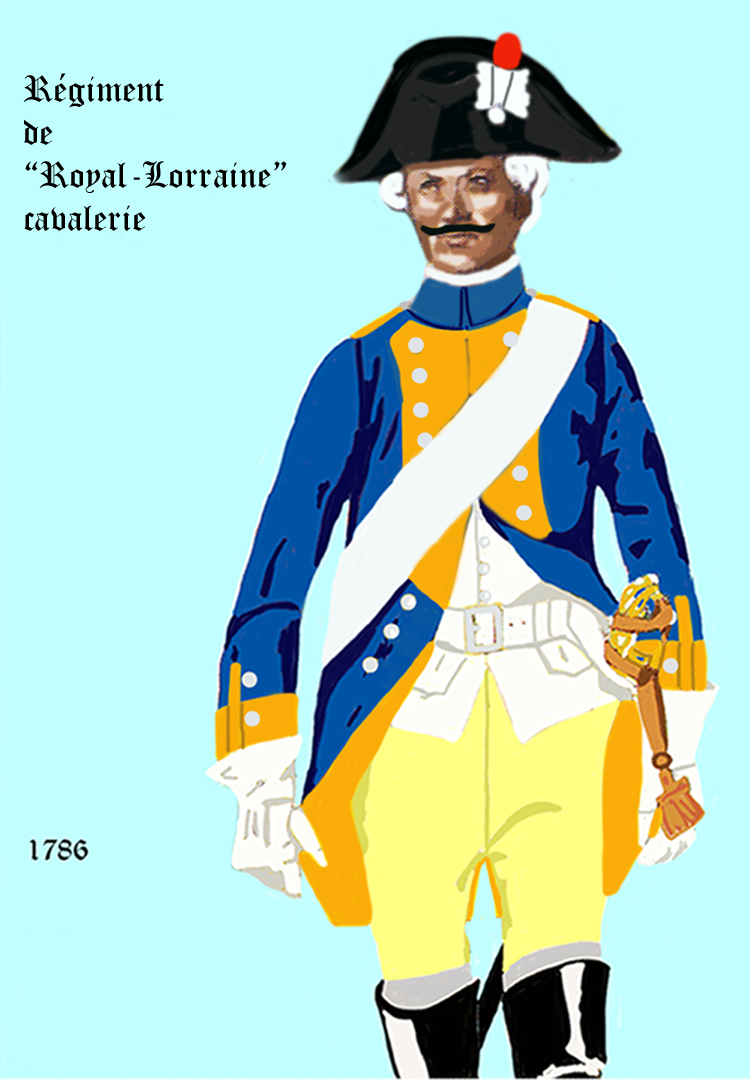
Régiment Royal-Lorraine cavalerie 1786 bis 1791
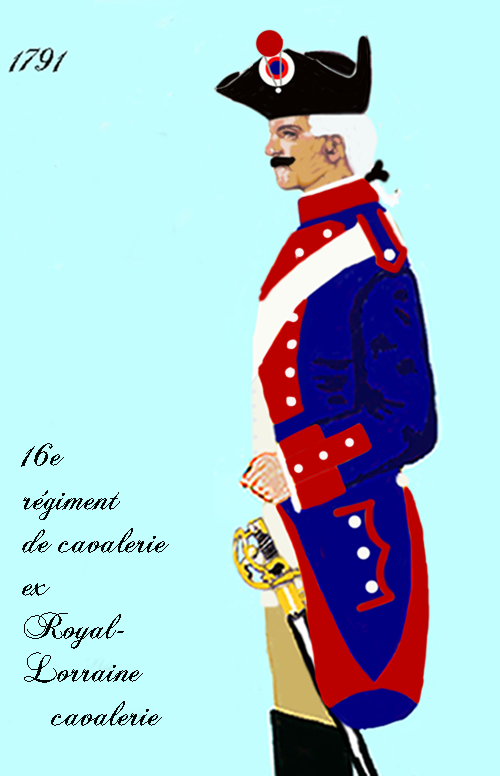
15e régiment de cavalerie 1791 bis 1803

## Gefechtskalender

### Holländischer Krieg
- 1672 stieß der Chevalier de Grignan mit seinem, aus drei Kompanien bestehenden Regiment zur Armee des Prince de Condé. Im folgenden Jahr wurde es zur Armee von Maréchal Turenne in Deutschland kommandiert.
- 1674: in der Schlacht bei Sinsheim, der Schlacht bei Enzheim und im Gefecht bei Mülhausen eingesetzt.

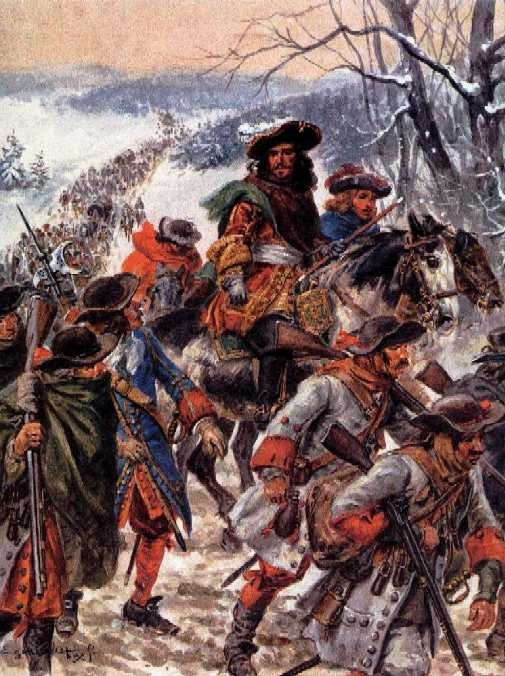
Turenne auf dem Marsch nach Türkheim

- 1675: Schlacht bei Türkheim. Nach dem Tod von Turenne schlug sich das Regiment während des Rückzuges der Armee noch im Gefecht bei Altenheim (Bas-Rhin). Nach Einsätzen bei der Belagerung von Hagenau und Zabern verbrachte es den folgenden Winter in der Bretagne, wo es an der Niederschlagung von Unruhen beteiligt war.
- 1676 wurde das Regiment zur Armee nach Flandern kommandiert, wo es an der Einnahme von Condé-sur-l’Escaut, Bouchain und Aire mitwirkte.
- 1677: Belagerung von Valenciennes, Schlacht bei Cassel und Einnahme von Saint-Omer.
- 1678: Belagerung von Gent und Schlacht bei Saint-Denis
- 1680 und 1681 lag das „Régiment de Grignan“ im Feldlager im Artois und 1681 in dem an der Lauter.

### Reunionskrieg
- 1684 gehörte es zum Deckungskorps für die Truppen, die die Belagerung von Luxemburg durchführten.

Die nächsten drei Jahre erfolgte keine Verwendung, die Einheit lag im Feldlager an der Saône.

### Pfälzischer Erbfolgekrieg
- 1688: Belagerung von Philippsburg Der Capitaine de Montégut übernahm das Kommando über das Regiment, da sich der Chevalier de Grignanc wegen einer Verwundung aus der Kampfzone entfernen musste.
- 1689 ging das Regiment an den Louis Provence d’Adhémar de Monteils de Castellane, marquis de Grignan über und verblieb in Deutschland bis zum Frieden von Rijswijk.

### Spanischer Erbfolgekrieg
- 1702: Verlegung nach Flandern mit einem Gefecht bei Nimwegen.
- 1703: Gefecht bei Eckeren und Erste Schlacht bei Höchstädt

Noch im gleichen Jahr starb der Marquis de Grignan in der Nähe von Thionville an den Pocken. Das Regiment ging nun an den Marquis de Flesché als neuen Regimentsinhaber und Mestre de camp über. Für diese Zeit gibt es keinerlei Informationen über die Aktivitäten des Regiments. Es ist lediglich bekannt, dass es in Flandern eingesetzt war, wo 1713 die Leibkompanie des „Régiment de Luc“ eingegliedert wurde. 1717 ging es an den Mestre de camp Charles Philippe d’Albert, duc de Luynes über und wurde 1719 zum Pyrenäen-Observationskorps abgeordnet.

### Polnischer Erbfolgekrieg
Bei Ausbruch des Polnischen Erbfolgekrieges zog es, noch als Régiment de Luynes, aber unter dem Kommando von Mestre de camp-lieutenant Marquis de Chevreuse (ein Sohn des Duc de Luynes) an den Rhein.
- 1734: Belagerung von Philippsburg
- 1735: Gefecht bei Klausen in der Armee von François de Franquetot, duc de Coigny
- 1738: Garnison in Pont-à-Mousson und dann in Ancenis

### Österreichischer Erbfolgekrieg
- 1741 zur „Armée de Flandre“ (Flandernarmee) kommandiert.
- 1743: Das Regiment verließ Antwerpen im Februar und war im gleichen Jahr an der Schlacht bei Dettingen beteiligt.

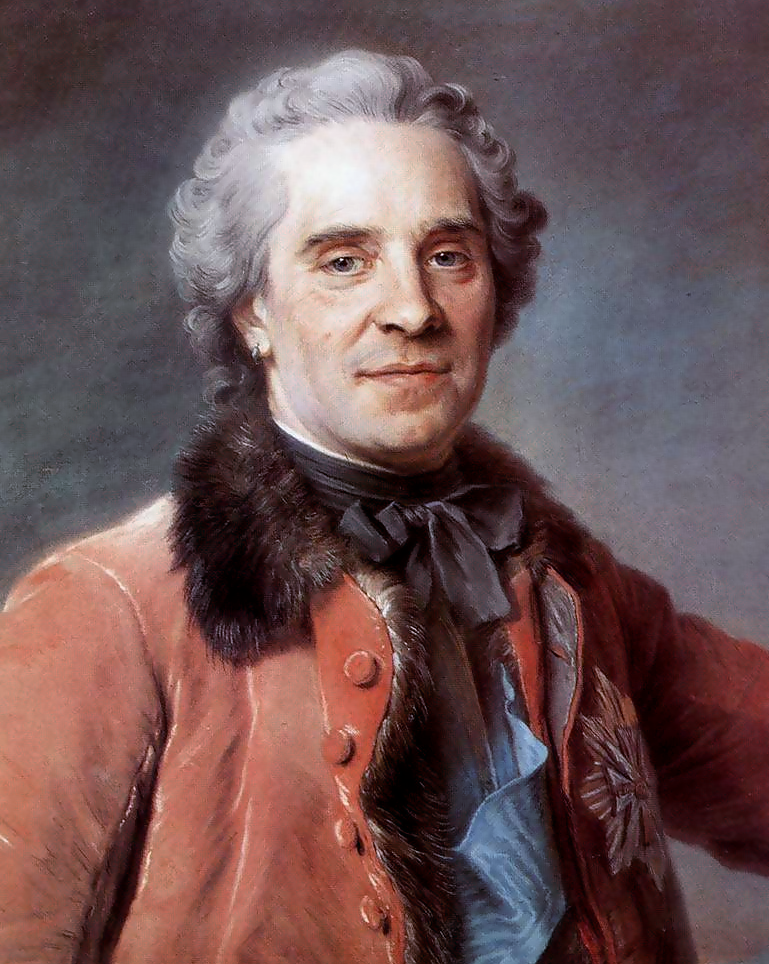
Der Maréchal de Saxe

Anschließend nach Flandern zurückbeordert wurde das Regiment der Armee des Maréchal de Saxe zugeteilt.
- 1745 in der Schlacht bei Fontenoy und bei der Einnahme von Tournai, Termonde und Ath eingesetzt.
- 1746: Einsatz bei der Belagerung von  Mons, Charleroi und Namur, Gefecht bei Raucoux.
- 1747: Schlacht bei Lauffeldt
- 1748: Belagerung von Maastricht

Danach Rückkehr nach Frankreich mit Garnison in Vitry, 1750 in Vassy, 1752 in Valenciennes, 1753 in Mézières und in Vaucouleurs, 1755 in Verdun und 1756 in Montauban. Zum Ende des Jahres 1756 stand die Einheit an der Küste der Normandie und wurde von dort im folgenden Jahr nach Deutschland zur Armee des Prince de Soubise kommandiert.

### Siebenjähriger Krieg
- 1757: Schlacht bei Roßbach
- 1758: Einnahme von Kassel, Gefecht bei Sandershausen, Schlacht bei Lutterberg
- 1759: Schlacht bei Bergen und Gefecht bei Korbach. Die vom Regiment besetzt gehaltene Ortschaft Holthausen wurde überfallen und weggenommen, dabei geriet der Regimentskommandant, der Comte de Salles in Gefangenschaft.
- 1760: Schlacht bei Warburg und Schlacht bei Kloster Kampen
- 1761: Schlacht bei Vellinghausen und im Gefecht bei Westhoven.

Am Ende des Jahres nach Frankreich zurückverlegt erhielt es am 1. Dezember 1761 das königliche Prädikat verliehen und diente fortan unter der Bezeichnung „Royal-Lorraine“. Gleichzeitig wurden die Überreste des aufgelösten „Régiment de Toustain cavalerie“ eingegliedert.
Bis zum Beginn der Revolutionskriege wurde das Regiment nicht mehr eingesetzt.
Am 14. April 1763 stand die Einheit komplettiert in Montreuil-sur-Mer und verlegte noch im gleichen Jahr nach Calais, 1764 nach Valenciennes 1765 nach Pontivy und Rennes, 1766 nach Hesdin, 1768 nach Rouen und im gleichen Jahr noch nach Saint-Mihiel.
1770 stand das Regiment in Belfort, 1772 in Dôle, 1773 in Arras, 1774 in Charleville, 1776 in Vitry, 1778 in Saarlouis, 1779 in Douai, 1780 in Angers, 1782 in Toul, 1784 in Vitry und 1788 in Niort, von wo eine Escadron 1789 nach Châtellerault und eine weitere 1790 nach Saint-Jean-d’Angély abgestellt wurde. Im Jahre 1791 war das Regiment wider komplett und lag in Givet und Mouzon, 1792 in Nancy in Garnison.

### Kriege der Revolution und des Ersten Kaiserreichs
1791 wurden die Regimentsnamen durch eine Nummerierung ersetzt. Es führte nunmehr die Bezeichnung „16erégiment de cavalerie“ (eine Zeitlang noch mit dem Zusatz „Ex-Royal-Lorraine“), bis das bisherige Nr. 15 (ex Royal-Allemand) emigrierte und dessen Nummer frei wurde.
Bis 1794 war das Regiment Teil der „Armée des Ardennes“ (Ardennenarmee). 1795 gehörte es zur „Armée de Sambre-et-Meuse“ (Sambre-Maas-Armee), 1796 bis 1797 zur „Armée de Rhin-et-Moselle“ (Rhein und Moselarmee) und dann bis 1798 zur „Armée du Rhin“ (Rheinarmee). Von Ende 1898 bis 1800 lag das Regiment in Paris und ging dann wieder nach Deutschland.
1791 wurden die Regimentsnamen durch eine Nummerierung ersetzt. Es führte nunmehr die Bezeichnung „16erégiment de cavalerie“ (eine Zeitlang noch mit dem Zusatz „Ex-Royal-Lorraine“), bis das bisherige Nr. 15 (ex Royal-Allemand) emigrierte und dessen Nummer frei wurde.
Bis 1794 war das Regiment Teil der „Armée des Ardennes“ (Ardennenarmee).
Nach Friedensschluss wurde die Einheit nach Italien kommandiert, wo sie in Castel-Pusterlengo, Verona und Lodi (Lombardei) in Garnison lag.
- 3. Mai 1800 : Zweite Schlacht bei Stockach

Nach Friedensschluss wurde die Einheit nach Italien kommandiert, wo sie in Castel-Pusterlengo, Verona und Lodi in Garnison lag.
Zum Ende des Konsulats wurde das Regiment per Decret vom 24. September 1803 in ein Dragonerregiment umgewandelt und erhielt den Namen „24e régiment de dragons“.